# Max Pescatori
Max Pescatori, all'anagrafe Massimiliano Pescatori (Milano, 22 gennaio 1971), è un giocatore di poker italiano.

## Biografia
Nato a Milano, lavora inizialmente in un supermercato come addetto alle vendite; inoltre scrive in più occasioni recensioni sui videogiochi per una rivista del settore. Frequenta spesso il Casinò di Campione ed inizia a conoscere il Texas hold 'em e le altre varianti del poker. Successivamente decide di partire per Las Vegas dove frequenta una scuola per croupier.
Inizialmente gioca il Seven Card Stud, per poi passare al No Limit Hold'em. A Las Vegas stringe amicizia con Valter Farina, Marco Traniello (e con la sua ex-moglie Jennifer Harman), dai quali impara ed affina le tecniche di gioco. Max Pescatori inizia a farsi conoscere nel circuito americano: prende parte all'"Ultimate Poker Challenge", uno show televisivo dedicato al poker, nel quale centra ben 8 tavoli finali. Pescatori usava (e usa tuttora) una bandana tricolore sulla testa: per questa ragione venne soprannominato "The Italian Pirate" (Il Pirata Italiano).
Alle World Series of Poker 2006 vince il primo braccialetto WSOP nel "$2.500 No-Limit Hold'em". Bissa il successo alle World Series of Poker 2008, nel "$2500 Mixed Game Pot Limit Holdem/Pot Limit Omaha". Ha inoltre collezionato 5 piazzamenti nel Circuito delle World Series of Poker. Alle World Series of Poker 2015 vince il suo terzo braccialetto WSOP trionfando nell'evento "$1.500 Razz" per un primo premio da 155.947 dollari ed il quarto braccialetto nell'evento "$10.000 Seven Card Stud Hi-Lo 8 or Better" per un premio da 292.158 dollari.
Pescatori risulta il terzo giocatore italiano per ricavi e il primo per numero di braccialetti, con una somma vinta in carriera pari a 4 372 740 dollari, secondo in classifica solo a Dario Sammartino e Mustapha Kanit e un totale di quattro braccialetti.

## Braccialetti WSOP
| Edizione | Torneo                                                 | Premio (US$) |
| -------- | ------------------------------------------------------ | ------------ |
| 2006     | $2.500 Limit Hold'em                                   | $682.389     |
| 2008     | $2.500 Mixed Pot-Limit Hold'em, Pot Limit Omaha        | $246.509     |
| 2015     | $1.500 Razz                                            | $155.947     |
| 2015     | $10.000 Seven Card Stud Hi-Lo 8 or Better Championship | $292.158     |